# Mithridates (taalcatalogus) van Conrad Gessner

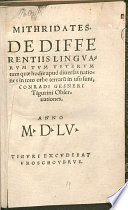
Voorblad Mithridates

Mithridates (Zürich, 1555) is een taalkundig werk van de Zwitserse humanist, arts en encyclopedist Conrad(us) Ges(s)ner(us) (1516-1565), gepubliceerd door Christoph Froschauer. De volledige titel luidt: Mithridates de differentiis linguarum tum veterum tum quae hodie apud diversas nationes in toto orbe terrarum in usu sunt. Een vertaling van deze programmatische titel luidt: Mithridates of over de verschillen tussen talen, zowel de oude talen als de talen die tegenwoordig bij verschillende volkeren op de hele wereld in gebruik zijn. De Mithridates vormt een vroege poging om een overzicht te bieden van de toen gekende talen met een focus op de verschillen tussen talen. De Mithridates is volgens Pierre Swiggers dan ook de eerste taalcatalogus. Gessners werk kan worden beschouwd als een samensmelting van het renaissancistische humanisme — waarin universaliteit en oude talen centraal stonden —, de opkomende taalkunde en de bredere context van de zestiende eeuw, het tijdperk van ontdekkingsreizen (zoals die van Columbus en Vespucci) en koloniale expansie, die de belangstelling voor vreemde talen verder aanwakkerde.
De naam Mithridates verwijst naar de legendarische polyglot, de Pontische koning Mithridates VI uit de eerste eeuw voor Christus, die naar verluidt alle 22 talen beheerste die in zijn rijk werden gesproken.
Gessner was een uiterst veelzijdige auteur, die zich in verschillende wetenschapsgebieden liet gelden. Naast de Mithridates schreef hij ook omvangrijke encyclopedische werken zoals de Bibliotheca Universalis (1545), een bibliografisch overzicht van alle bekende boeken zowel de bestaande als de boeken die toen reeds verloren waren gegaan, en de Historia Animalium (1551–1558), een natuurhistorisch standaardwerk. Ook in zijn natuurwetenschappelijke geschriften speelt taal een belangrijke rol. Zo biedt hij in de Historia Animalium etymologische verklaringen voor dierennamen en vergelijkt hij deze systematisch. In de Mithridates verwijst Gessner geregeld naar zijn andere werken: bijvoorbeeld wanneer hij Gallische plantennamen vermeldt die eerder in zijn Historica Plantarum voorkomen, om zo taalkundige verwantschappen te illustreren.

## Inhoud
Ondanks de ambitieuze opzet van het werk blijft Mithridates relatief bescheiden qua omvang. Het boek opent met een opdrachtbrief aan John Bale, bisschop van Ossory (Ierland), gevolgd door een korte algemene inleiding waarin Gessner reflecteert over de verschillen tussen talen in het algemeen. De kern van het werk bestaat uit een alfabetisch overzicht van volkeren en talen, met Abasinorum lingua als begin- en Zagouani als eindpunt. Deze kern beperkt zich niet tot de loutere opsomming van talen, Gessner behandelt ook thema’s zoals taalverval (ingebed in individuele talenlemma's) en de talen van dieren en goden, maar de grote focus blijft wel op de menselijke talen. De centrale inventaris wordt gevolgd door drie appendices: een eerste over de talen van het Tartaarse rijk en de ‘Nieuwe Wereld’, een tweede over kunstmatige talen en de derde appendix bevat een basiswoordenschat van het Rotwelsch, vergezeld van een Duitse vertaling. Het boek sluit af met een epiloog gericht aan de lezer.

## Taalbeschrijving
Gessners Mithridates biedt een overzicht van zo’n 130 talen gesproken op zo’n 340 verschillende plaatsen door zo’n 430 verschillende volkeren, geordend in alfabetische volgorde. Deze werkwijze doet denken aan het classificatieprincipe gebruikt in woordenboeken, maar vertoont ook trekken van een “taalmuseum”, waarin veelvuldige taalvoorbeelden een encyclopedisch geheel vormen. De alfabetische rangschikking heeft enkele inhoudelijke implicaties: ze verleent geen enkele taal een symbolische eerste plaats. Tegelijk leidt deze indeling tot een zekere arbitraire volledigheidsdrang. Zo worden in de laatste secties lemmata aangevuld met obscure namen van stammen of volkeren zoals de "Zadravani" en "Zagovani". Het doel van Gessners taalcatalogus gaat wel verder dan het louter inventariseren van spraakvariëteiten: hij streeft ook naar een historisch-gebaseerde ordening van de talige diversiteit van zijn tijd.
Gessner hanteert verschillende termen om naar talen en variëteiten te verwijzen, zoals lingua, sermo, dialectus, idioma en glossa. Hoewel hij in de inleiding een onderscheid maakt tussen een taal en een dialect — waarbij het dialect wordt opgevat als een regionale uitspraak of variant — blijkt uit de rest van zijn werk dat hij deze terminologie niet altijd consequent toepast. Hij focust hoofdzakelijk op fonetische en morfologische kenmerken; syntactische analyse ontbreekt vrijwel geheel. Gessner besteedt bijzondere aandacht aan synoniemen en homoniemen in de benaming van talen (glottoniemen), die hij vaak al in de hoofdstuktitels vermeldt, zoals in “De Illyrica sive Sarmatica lingua”. Deze aandacht vloeit voort uit de moeilijkheden die ambiguïteit oplevert voor zowel broninterpretatie als taalkundige classificatie.
Gessner stelt dat er 72 fundamentele talen bestonden, een opvatting bekend binnen de bijbeltraditie die hij overnam van eerdere auteurs zoals de kerkvader Clemens van Alexandrië en Johannes Aventinus. Binnen deze 72 hoofdtalen onderscheidt hij bijkomende dialecten en regionale varianten. Deze indeling weerspiegelt een poging tot een historische en genealogische taalkundige benadering, hoewel zijn methode eerder gebaseerd is op oppervlakkige gelijkenissen, zoals eigennamen, dan op structurele taalkundige analyse.
Toch kunnen binnen Mithridates meerdere taalgroepen worden herkend, waaronder de Semitische, Griekse, Italische, Keltische, Slavische en Germaanse talen. Het is echter belangrijk te benadrukken dat deze classificaties grotendeels moderne begrippen zijn, en dat bij Gessner deze slechts in aanzet aanwezig zijn. Hij probeert verwante talen te groeperen in plaats van ze afzonderlijk te beschrijven, al leidt dit af en toe tot verwarring in terminologie en conceptuele afbakening. Zo omvat zijn lingua Scythica niet alleen het Scythisch, maar ook Fins-Oegrische en Tartaarse talen. Terwijl hij voor de Semitische taalgroep wel een zekere eenheid lijkt te hebben onderkend, behandelt hij de Europese talen vaak als afzonderlijke blokken zonder expliciete genealogische onderbouwing.

##### Semitische taalgroep
Binnen de Semitische taalgroep beschouwde Gessner het Hebreeuws als de oorspronkelijke oertaal van de mensheid. Volgens hem was het Hebreeuws de eerste, zuivere en onvervalste taal. Hij linkt andere talen uit deze familie, zoals het Ethiopisch en het Chaldeeuws, aan het Hebreeuws. Ook toont hij belangstelling voor de Egyptische schrift en cultuur, hoewel deze secties in zijn werk eerder speculatief van aard zijn.

##### Griekse taalgroep
Aan de Griekse taalgroep wijdt Gessner twintig hoofdstukken. Hij ziet het Grieks en Latijn als verwante talen, waarbij hij het Grieks als ouder beschouwt. Deze opvatting onderbouwt hij met het argument dat het Latijn elementen als het Griekse alfabet en verschillende leenwoorden van het Grieks overgenomen heeft. Gessner noemt verschillende dialecten zoals het Dorisch, Ionisch, Aeolisch en Attisch. Het Attisch wordt door hem niet als de gemeenschappelijke vorm beschouwd, maar eerder als de variant die het dichtst bij het moderne Grieks zou staan.

##### Italische taalgroep
In navolging van oudere schrijvers onderscheidt Gessner vier fasen binnen de Italische taalfamilie: de antieke (prisca), Latijnse (latina), Romeinse (romana) en gemengde (mixta) periode. Het Latijn beschouwt hij als de bron van de Romaanse talen, een ontwikkeling die hij in verband brengt met de veroveringen van het Romeinse Rijk en de daaropvolgende taalverspreiding. Tot deze taalgroep rekent hij onder andere het Roemeens (Walachije), Frans, Italiaans, Sardisch, Reto-Romaans, Spaans, Catalaans en Portugees.

##### Keltische taalgroep
Gessner maakt, in lijn met de toenmalige stand van de wetenschap, geen scherp onderscheid tussen de Keltische en Germaanse taalfamilies. Toch heeft hij oog voor verschillende talen die vandaag tot het Keltisch worden gerekend, zoals het Welsh (Wallisch). In Ierland stelt hij vast dat het Iers op het platteland wordt gesproken, terwijl het Engels in de steden overheerst, waarmee hij impliciet ook sociale verschillen binnen taalgebruik opmerkt.

##### Slavische taalgroep
Gessner beschouwt de Slavische talen, in zijn Mithridates vaak aangeduid met de term Illyricus, als de meest verspreide van Europa en Azië. Hij verwijst maar liefst 58 keer naar het Illyrisch wanneer hij de taal van een volk benoemt, en hanteert de term opvallend vaak als een soort passe-partout: telkens wanneer de precieze taal van een volk hem onduidelijk is, lijkt hij terug te grijpen op deze term. Hij noemt meer dan zestig volkeren die Slavische talen spreken, waaronder de Polen (Sarmaten), Tsjechen (Bohemen) en andere volkeren uit Centraal- en Oost-Europa. Het Boheems ziet hij als het meest elegante dialect van deze groep. Binnen deze context bespreekt hij ook de Baltische talen, zoals het Litouws en het Oud-Pruisisch.

##### Germaanse taalgroep
De Germaanse taalgroep neemt een prominente plaats in binnen de Mithridates en beslaat ongeveer een vijfde van het boek. Hier laat Gessner zijn persoonlijke voorkeur en verbondenheid met zijn moedertaal duidelijk blijken. Hij bespreekt het Duits in zijn regionale varianten en toont veel belangstelling voor het taalkundige en culturele erfgoed van het Germaanse taalgebied.

##### Andere talen en kunsttalen
Naast de grote taalfamilies behandelt Gessner ook talen, waaronder het Hongaars, Perzisch en Armeens, maar dit op een minder uitgebreide manier. In een aparte sectie bespreekt hij zelfs zogenaamde kunsttalen en reflecteert hij over de oorsprong van woorden. Een voorbeeld van zo'n kunststaal is de taal gemaakt door Thomas More voor op zijn zelf verzonnen eiland Utopia. Hij onderscheidt 'natuurlijke woorden', waarvan de betekenis of etymologie vanzelfsprekend lijkt, bijvoorbeeld door klanknabootsing (onomatopee).

## Taalvoorbeelden
Conrad Gessner maakt in de Mithridates frequent gebruik van concrete taalvoorbeelden om de beschreven talen te illustreren. Ongeveer 11% van het werk bestaat uit dit soort voorbeelden. Deze dienden niet enkel ter illustratie, maar ook als vergelijkingsmateriaal voor zijn poging tot taalclassificatie.
Het bekendste en meest uitgebreide voorbeeld is het Onzevader, dat in meerdere talen wordt gepresenteerd. Daarnaast maakt Gessner gebruik van andere religieuze teksten zoals de Geloofsbelijdenis en de Belijdenis van Simeon de Rechtvaardige in het Ethiopisch, evenals Psalm 86 in het Latijn, Ethiopisch en Chaldeeuws. In het Hongaars geeft hij het Weesgegroet weer — een opmerkelijke toevoeging gezien het beperkte taalmateriaal dat in de zestiende eeuw over het Hongaars beschikbaar was. Ook de Geloofsbelijdenis in Helvetisch, een vroegmiddeleeuwse Germaanse variant uit de 9e eeuw, maakt deel uit van de verzameling.
Naast gebedsteksten bevat de Mithridates ook andere vormen van taalmateriaal. Zo geeft Gessner opsommingen van maandnamen in onder meer het Egyptisch, Bithynisch, Cappadocisch, Cypriotisch en Macedonisch. Soms voegt hij ook korte gedichten toe als voorbeeld.
Bij de keuze van deze teksten speelde praktische overwegingen een rol. Gessner selecteerde bij voorkeur teksten die geen vertaling vereisten omdat ze tot het algemene culturele geheugen van zijn publiek behoorden, zoals gebeden. Ook herhalende en gemakkelijk te herkennen structuren, zoals de volgorde van de maanden, maakten het eenvoudiger om vergelijkend te werk te gaan zonder uitgebreid verklarend commentaar.

##### Het Onzevader als vergelijkingsbasis[8][9]
In de Mithridates speelt het Onzevader (Pater Noster) een centrale rol als taalkundig vergelijkingsmiddel. Net als zijn collega Bibliander gebruikt Gessner deze christelijke gebedstekst om verschillen en overeenkomsten tussen talen zichtbaar te maken. Wat zijn benadering echter onderscheidt, is de expliciete focus op de linguïstische variatie tussen talen, eerder dan op de zoektocht naar een universele oervorm.

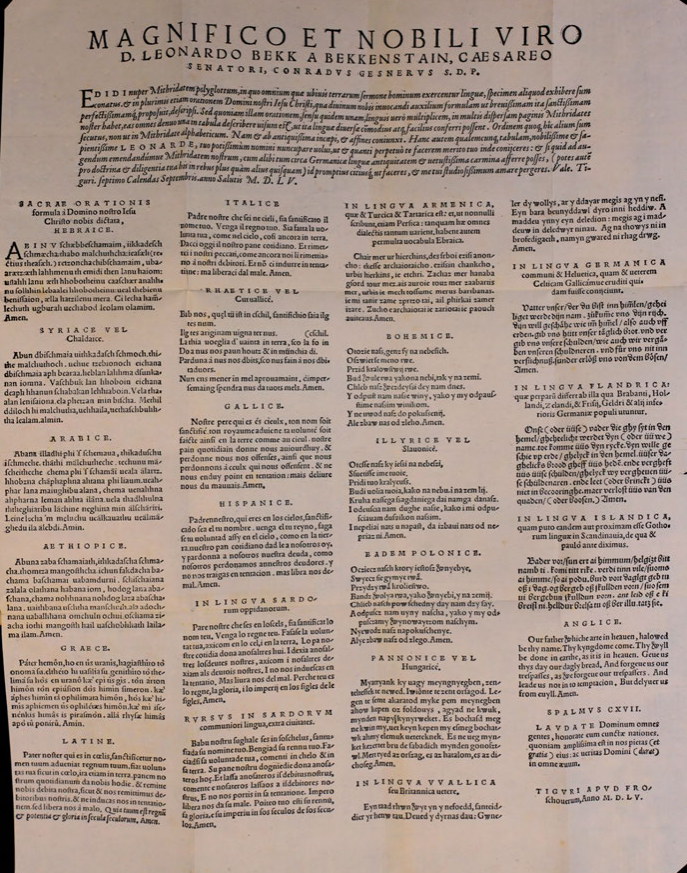
Uitvouwblad van de verschillende Pater Noster in 22 talen

Hoewel het Onzevader niet het enige vergelijkende element is in zijn werk, is het wel het meest systematisch gebruikte. Gessner presenteert vertalingen van het gebed in 27 verschillende talen, waaronder het Latijn, Grieks, Hebreeuws, Arabisch, Engels, Duits, Frans, Spaans, Italiaans, Hongaars, Armeens, Ethiopisch, Chaldeeuws, Gallisch, Vlaams, IJslands, Oudhoogduits, Gelders, Tsjechisch (Boheems), Pools, Servo-Kroatisch (Illyrisch of Slavisch), Catalaans, Sardisch en Reto-romaans. Wanneer varianten in transcriptie worden meegeteld, loopt het totaal op tot 29.
Alle exemplaren van de oorspronkelijke uitgave van Mithridates (1555) bevatten vermoedelijk een afzonderlijk uitvouwblad waarop 22 versies van het Onzevader zijn afgedrukt, zonder verdere tekstwijziging. Dit overzicht fungeerde als visueel hulpmiddel bij de vergelijking van talen. Door de losse inbinding is dit blad echter in veel exemplaren verloren gegaan, waardoor complete exemplaren van het werk vandaag de dag zeldzaam zijn. 
Soms voegt Gessner ook persoonlijke of linguïstische interpretaties toe. Voor het Grieks valt het bijvoorbeeld op dat het Onzevader in een taal dicht bij het Moderne Grieks is getranscribeerd. Voor het Duits zijn er drie versies van het Onzevader, waaronder één in Latijnse hexameters en één in hendecassyllaben. Bij het Arabische Onzevader beperkt hij zich niet tot een overname, maar brengt hij ook verbeteringen aan op basis van zijn eigen kennis. Wat betreft de Hebreeuwse versie gebruikt hij het originele Hebreeuwse schrift gebaseerd op een transliteratie van Sebastian Münster, in plaats van het Latijnse schrift dat hij overal elders hanteert. Wat het Hongaars betreft, uit Gessner zijn twijfels over de betrouwbaarheid van de overgeleverde tekst, aangezien deze enkel mondeling was doorgegeven.
Het Onzevader bleek een doeltreffend instrument voor Gessners vergelijkende taalkunde. De tekst was breed verspreid, algemeen bekend en gestandaardiseerd binnen de christelijke traditie. Tegelijkertijd kende de methode beperkingen: het Onzevader is kort en grammaticaal weinig complex. Het bevat bijvoorbeeld nauwelijks variatie in werkwoordsvormen of zinsstructuren.
De keuze voor een religieuze tekst sluit ook aan bij Gessner als volger van de Reformatie. Binnen de toenmalige christelijke context werd het essentieel geacht om heilige teksten, met name het Onzevader, in de volkstaal beschikbaar te stellen.

## Taalverandering en taalnormen[5][10]
Naast zijn beschrijvende en vergelijkende benadering van talen toont Conrad Gessner in zijn Mithridates ook een uitgesproken belangstelling voor taalverandering en de normatieve beoordeling van taalvarianten. Gessner heeft oog voor meerdere aspecten van taalverandering: niet enkel maar vooral de opname van vreemde woordenschat, maar ook fonetische veranderingen komen aan bod. Toch ziet hij taalverandering niet louter als een neutraal verschijnsel: in zijn visie is taalverandering gelijk aan taalverval. In het kader van de bredere zestiende-eeuwse aandacht voor taalzuivering en standaardisering — aangewakkerd door de Reformatie en met name Maarten Luthers invloedrijke Bijbelvertaling in een begrijpelijk, supraregionaal Duits — pleit ook Gessner voor actieve taalzorg. Net zoals Luther via zijn vertaling de basis legde voor een gemeenschappelijke schrijftaal in het Duitse taalgebied, stelt Gessner het opstellen van lexicale registers of woordenlijsten voor als een instrument om talen te stabiliseren.
Hij onderscheidt verschillende oorzaken van taalverandering: zo beschouwt hij de invloed van vreemde woorden als onvermijdelijk in het geval van bijvoorbeeld voedselimport, of vrijwillig bij de overname van wetenschappelijke concepten. Taalverandering kan volgens hem ook ontstaan door militaire verovering — waarbij de taal van de veroveraar wordt overgenomen — of door migratie, wanneer diverse volkeren samenleven in één geografisch gebied. Het zijn dus voornamelijk taalexterne factoren dat hij ter verklaring aanhaalt.
De ouderdom van een taal speelt een belangrijke rol in de waardebepaling ervan. Zo beschouwt hij het Hebreeuws als de oudste en zuiverste en daarmee ook de heiligste taal, in lijn met de religieuze traditie van de 'drie heilige talen': Hebreeuws, Grieks en Latijn. Volgens Gessner zijn alle talen met uitzondering van het Hebreeuws mengtalen en is hun zuiverheid aangetast. Binnen de volkstalen kent hij een bijzondere status toe aan het Duits, dat hij ziet als de oudste onder de levende Europese talen.
Gessner maakt zo ook twee classificaties, een voor talen onderling en een voor dialecten onderling. Wat betreft de talen onderling, maakt hij het onderscheid tussen talen die omnino barbarae zijn oftewel talen die niet beïnvloed zijn door het Hebreeuws, het Grieks en het Latijn of talen die soloecae zijn, talen die als oorsprong een van deze heilige drie talen hebben, zoals bijvoorbeeld de Romaanse talen, die door hun Latijnse oorsprong een hogere status genieten. Binnen taalgroepen brengt Gessner een hiërarchische verdeling aan op basis van zuiverheid. Hij gebruikt hier voor de term crassiores voor taalvarianten die volgens hem het sterkst gecorrumpeerd zijn, zoals het Dorisch in het Grieks en de term elegantiores voor taalvarianten die dichter bij de vermeende taaloorsprong staan. Voor het Grieks is dit bijvoorbeeld het Attisch, dat volgens Gessner ook het dichtst bij het Moderne Grieks staat. Tussen de Spaanse varianten verkiest hij dan weer het Castillaans. Voor het Nederlands noemt hij het Brabants als het meest elegante dialect, vanwege de bloeiende literaire cultuur in Leuven in de 16e eeuw. Daarbij dacht hij waarschijnlijk aan het Collegium Trilingue van de Leuvense universiteit — die zich richtte op theologie, geneeskunde en de artes — en aan invloedrijke figuren zoals Erasmus en Andreas Vesalius.